# Голова Антиноя (Воронеж)
Голова Антиноя в собрании Воронежского областного художественного музея имени И. Н. Крамского  — древнеримская мраморная скульптура, изображающая Антиноя,  фаворита и возлюбленного римского императора Адриана. Голова была вырезана в 130 годах н. э. после трагической гибели юноши. Она является один из множества аналогичных скульптурных портретов, созданных в рамках его посмертного культа. Голова Антиноя была куплена российским учёным Отто Фридрихом фон Рихтером во время путешествия в Греции и Египте в 1814—1816 годах. После его трагической гибели в 1819 году она вместе с другими предметами его коллекции была подарена его отцом музею Дерптского университета. В 1917 году в связи с Первой мировой войной университет вместе с музеем были эвакуирован в Воронеж, где после объявления Эстонией независимости вошла в коллекцию местного музея.

## Описание

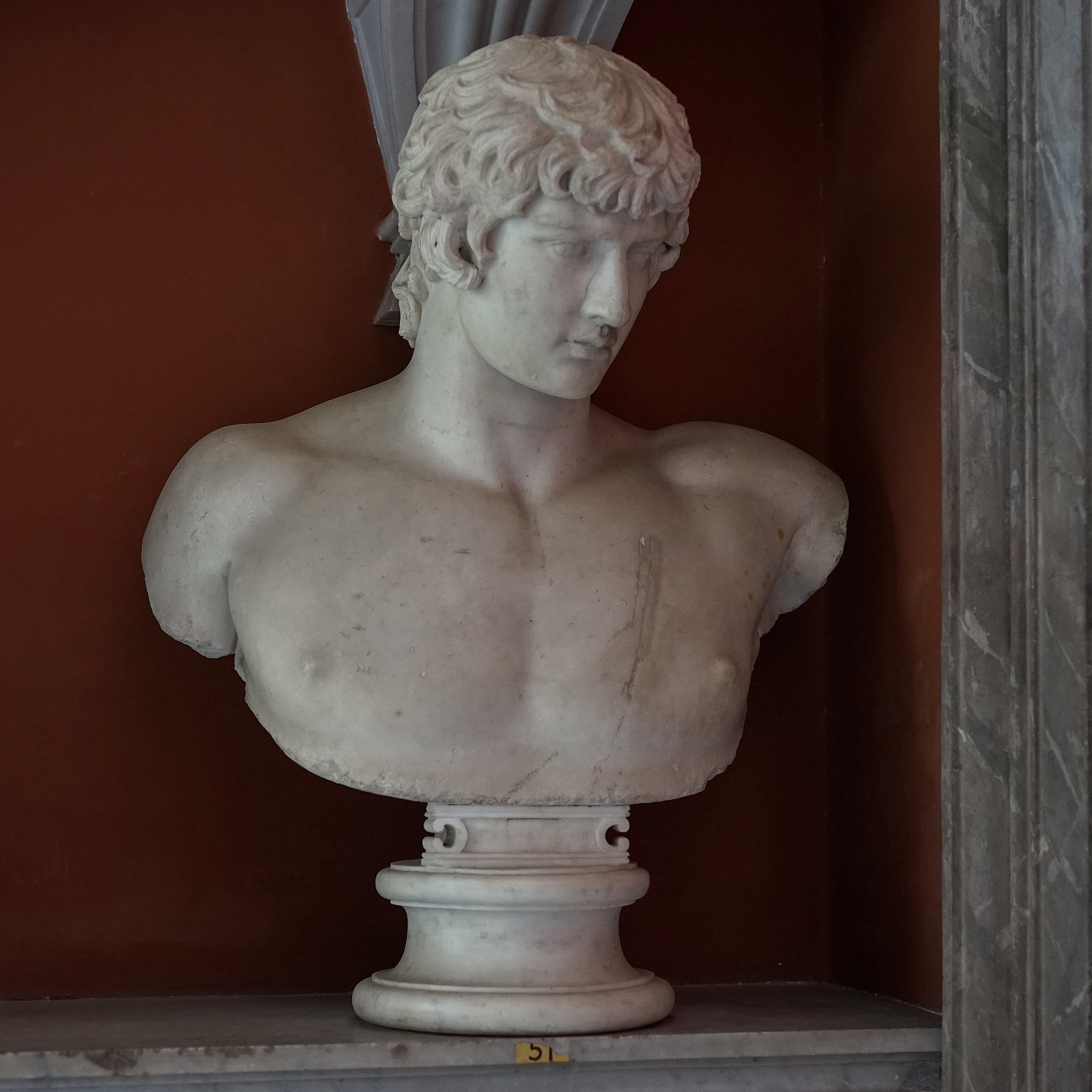
Ватиканский бюст

Голова Антиноя вырезана из белого мрамора. Её высота вместе с подставкой XIX века составляет 45 см, с шеей — 33 см, от подбородка — 26,2 см. Расстояние между ушами — 16,7 см. Верхняя часть головы, сделанная из отдельного куска камня, утрачена, также отбито левое ухо. Повреждены многие локоны волос, особенно спускающихся на лоб, однако их ход виден по более светлому участку мрамора, где раньше были пряди. На голове можно увидеть остатки лаврового венка, благодаря которому портрет считается синкретическим изображением в образе Аполлона. В ходе ресторации голове были добавлены утраченные шея, нос и часть верхней губы.
Искусствоведы выделяют три типа иконографии Антиноя: основной (с завитком и без), мондрагонский и египетский. Данная голова относится к первому (основному без завитка) типу, при этом её волосы имеют схожее строение с причёской ватиканского бюста греческого юноши. Для основного типа портрета Антиноя характерны: слегка наклонённая влево голова, крупные растрёпанные локоны волос, сложенные определённым образом, овальная форма лица, полные щёки, большой прямой нос, пухлые губы, прямые брови, меланхоличное выражение глаз. Брови у данной головы показаны в виде возвышения, но отдельные волосы не прочерчены, как у некоторых других портретов Антиноя. В описании музея Юрьевского университета 1911 года упоминаются ещё заметные следы изображения радужки, в каталоге Майера 1991 года отмечается характерное для скульптур эпохи Андриана отсутствие прорезки деталей в глазах, слегка прищуренных. При этом именно в эпоху Адриана скульпторы стали вырезать радужку и зрачок у статуй.
По мнению В. К. Мальмберга и Э. Р. Фельсберга, данный портрет не занимает видное место среди дошедших до нас голов Антиноя.

## История
Греческий юноша Антиной был фаворитом и возлюбленным римского императора Адриана. Он трагически погиб в 130 году н. э. во время их путешествия в Египте, утонув в Ниле. Император очень горевал по утрате и учредил религиозный культ Антиноя, объявив его богом. До самой смерти Адриана в 138 году н. э. по всей стране создавались многочисленные скульптурные портреты греческого юноши.
Голова Антиноя происходит из коллекции русско-немецкого учёного и путешественника Отто Фридриха фон Рихтера. В 1814 году он предпринял экспедицию в Турцию, Грецию, Египет и страны Ближнего Востока. Голова была приобретена Рихтером в Греции и, вероятно,  отреставрирована в римской мастерской Торвальдсена. Согласно записям профессора Императорского Дерптского университета Карла Моргенштера она происходит из египетского Антинополя. После смерти О. Ф. фон Рихтера в 1816 году голова Антиноя вместе с другими предметами коллекции была подарена в 1819 году его отцом музею Дерптского университета. Во время Первой мировой войны в 1917 году университет и музей были эвакуированы в Воронеж. В связи с обретением Эстонией независимости коллекция осталась в России и позднее стала частью Воронежского областного художественного музея имени И. Н. Крамского. Голова Антиноя как часть коллекции является предметом спора за обладание между Эстонией и Россией.